# Ernst Wagner (Politiker, 1860)
Albrecht Otto Heinrich Ernst Wagner (* 3. Februar 1860 in Suhl; † 14. Januar 1917 in Coburg) war ein deutscher Landrat und Abgeordneter.

## Leben
Ernst Wagner studierte an der Christian-Albrechts-Universität zu Kiel. 1881 wurde er Mitglied des Corps Holsatia. Nach dem Studium trat er in den preußischen Staatsdienst. Von 1900 bis 1916 war er Landrat des Landkreises Schleusingen. Seit einer Nachwahl am 16. September 1912 bis 1913 saß Wagner als Abgeordneter des Wahlkreises Erfurt 5 (Schleusingen, Ziegenrück) im Preußischen Abgeordnetenhaus. Er gehörte der Fraktion der Konservativen Partei an.